# Quatuor Delmé
Le Quatuor Delmé est un quatuor à cordes britannique fondé en 1962 et actif jusqu'au début des années 2000.

## Historique
Le Quatuor Delmé (Delmé Quartet en anglais) est un quatuor à cordes fondé en 1962 par les violonistes Granville Delmé Jones (violon solo du London Symphony Orchestra) et Jurgen Hess, l'altiste John Underwood (alto solo du Royal Philharmonic Orchestra) et le violoncelliste Joy Hall.
Les membres de l'ensemble se réunissent dans un premier temps pour des sessions amicales, avant de participer à un festival de musique de chambre et de se produire avec succès au Royal Festival Hall, ce qui lance leur carrière.
La formation connaît plusieurs remaniements : Delmé Jones tombe malade, Hess le remplace alors au premier violon et Galina Solodchin les rejoint au pupitre de second violon en 1967 avant de devenir premier violon en 1976. Se succèdent alors comme second violon Jeremy Williams, David Ogden puis John Trusler à partir de 1985, tandis qu'au violoncelle Stephen Orton remplace Joy Hall en 1977, avant que Jonathan Williams n'occupe le poste. John Underwood, à l'alto, est resté le seul membre fondateur du quatuor.
Le répertoire du Quatuor Delmé est large mais marqué par des affinités particulières avec les compositeurs britanniques et tchèques, tels Bohuslav Martinů et Leoš Janáček.
L'ensemble se produit aux festivals de Prague et de Salzbourg, et collabore avec plusieurs compositeurs dont il crée des œuvres, John McCabe, Einojuhani Rautavaara, Robert Simpson ou Matthew Taylor (en), notamment.
Le quatuor est dissous au début des années 2000.

## Discographie
En quarante ans de carrière, le Quatuor Delmé a réalisé de nombreux enregistrements, principalement pour les labels Hyperion et Chandos, et ponctuellement, pour IMP Classics, Koch, Oriel, Somm Recordings, Symposium et Unicorn-Kanchana.  
Leur legs discographique est original et comprend tous les quatuors à cordes d'Arthur Bliss, Robert Simpson, Bernard Stevens (en) et Daniel Jones, L'Art de la fugue de Bach arrangé par Simpson, Les Sept Dernières Paroles du Christ en croix de Haydn, des quatuors de Johann Nepomuk Hummel, Ralph Vaughan Williams, Richard Strauss, Giuseppe Verdi, Frank Bridge, Antonín Dvořák (les Opus 96, 34 et 105), Giacomo Puccini et Hugo Wolf, ainsi que les Opus 74 et 95 de Beethoven et le Quintette avec clarinette de Brahms aux côtés de Keith Puddy.